# Guerra por procuração
Uma guerra por procuração (em inglês: proxy war) é um conflito armado no qual dois países se utilizam de terceiros como intermediários ou substitutos, de forma a não lutarem diretamente entre si.
Embora as superpotências tenham muitas vezes utilizado governos nacionais como proxies, grupos insurgentes ou outros são mais comumente empregados. Espera-se que tais grupos possam derrotar o oponente, sem que haja uma escalada a uma guerra de grandes proporções.
Guerras por procuração também podem ocorrer paralelamente a conflitos de grandes proporções. Durante a Guerra Irã-Iraque, por exemplo, ambas as nações armaram facções rivais na Guerra Civil do Líbano e incitaram-nas uma contra a outra.
É quase impossível existir uma guerra por procuração pura, uma vez que os grupos que combatem por uma superpotência geralmente também têm interesses próprios, muitas vezes divergentes daqueles a que servem. Por exemplo, após a Guerra do Afeganistão, grupos apoiados pelos Estados Unidos viraram-se contra os próprios Estados Unidos, tornando-se os núcleos do Talibã e da Alcaida.

## Exemplos

### Guerra Civil Espanhola
Um conflito conhecido por mostrar padrões de uma guerra por procuração foi a Guerra Civil Espanhola. Um conflito político interno rapidamente envolveu uma batalha entre o fascismo e o comunismo — tendo a Alemanha Nazi e a Itália apoiado os falangistas — e a União Soviética, os republicanos), enviando recursos e conselheiros para a Espanha. Esta guerra serviu como campo de provas para as grandes potências testarem equipamentos e táticas que seriam empregados mais tarde na Segunda Guerra Mundial.

### Guerra Fria
Guerras por procuração foram comuns durante a Guerra Fria, porque duas superpotências equipadas com armas nucleares — a União Soviética e os Estados Unidos — não queriam se enfrentar diretamente, tendo em vista a possibilidade de que isso desencadeasse uma guerra nuclear e a destruição mútua. Proxies foram usados em conflitos no Afeganistão, Angola, Coreia, Vietnã e em países da América Central, por exemplo.
A primeira guerra por procuração da Guerra Fria foi a Guerra Civil Grega. O governo grego, aliado dos ocidentais, foi quase derrubado por rebeldes comunistas, que contaram com apoio da URSS, Iugoslávia, Albânia e Bulgária. Os comunistas gregos tomaram o poder na maior parte da Grécia, mas um forte contra-ataque do governo os forçou a recuar. Os aliados ocidentais afinal venceram, graças a uma ruptura ideológica entre Stalin e Tito. Embora antes aliado dos rebeldes, Tito fechou as fronteiras iugoslavas para os partidários do ELAS pois, apesar da inexistência de soviéticos entre os rebeldes, os comunistas gregos se haviam aliado a Stalin. A Albânia seguiu Tito pouco tempo depois. Sem ajuda externa, a rebelião entrou em colapso.
Outro exemplo de guerra por procuração foi a cobertura dada pela Alemanha Oriental à Fração do Exército Vermelho (Rote Armee Fraktion ou RAF, mais conhecida como Baader-Meinhof), que se manteve ativa a partir de 1968 e promoveu uma sucessão de ataques terroristas na Alemanha Ocidental durante a década de 1970 e, em menor escala, na década de 1980. Após a reunificação da Alemanha em 1990, foi descoberto que a Facção Armada Vermelha obteve suporte financeiro e logístico da Stasi, a agência de inteligência e segurança da Alemanha Oriental. A Stasi também deu abrigo e novas identidades aos terroristas. Não era de interesse da Alemanha Oriental ou da Fração do Exército Vermelho serem vistos como aliados. Os apologistas da RAF argumentaram que o grupo estava lutando por um socialismo que não existia na Europa Oriental. O governo da Alemanha Oriental estava envolvido na Ostpolitik e não tinha interesse em ser descoberto dando apoio a uma organização terrorista que operava na Alemanha Ocidental. Para mais detalhes, veja história da Alemanha após 1945.
Um outro exemplo de guerra proxy foi a guerra da Coreia, quando a União Soviética e a República Popular da China ajudaram os comunistas da Coreia do Norte contra as forças das Nações Unidas, lideradas pelos Estados Unidos. A União Soviética não entrou na guerra diretamente. A China, entretanto, participou diretamente da guerra, enviando milhares de tropas em 1950, impedindo que a coalizão das Nações Unidas derrotasse o governo comunista do norte.
Também na Guerra do Vietnã, a União Soviética enviou suprimentos ao Vietnã do Norte e treinou o Viet Cong, fornecendo-lhes também logística e suprimentos mas, diferentemente do exército dos Estados Unidos, que enviou tropas, a URSS não entrou na guerra diretamente e apenas agiu através de seus proxies.
Durante a maior parte da Guerra Civil Angolana após a independência de Angola em 1975, a União Soviética e o Bloco do Leste ajudaram o governo marxista do MPLA com dinheiro, logística e armas, mas foi Cuba quem enviou tropas. O governo angolano do MPLA ajudou grupos anti-Apartheid na África do Sul e o movimento de independência na então África do Sudoeste (atual Namíbia) o que levou o governo sul-africano a apoiar a UNITA com armas, dinheiro e centenas de tropas. Os Estados Unidos, por sua vez, cooperaram com o regime do Apartheid, ao apoiar a UNITA - o maior grupo rebelde anticomunista de Angola. A UNITA continuou a lutar contra o governo de Angola, mesmo perdendo a ajuda de todos os seus antigos aliados (incluindo os Estados Unidos e a África do Sul).
Durante a Guerra de desestabilização de Moçambique, o governo comunista moçambicano ajudou a rebelião contra o governo racista da minoria branca na Rodésia (atual Zimbabwe). Em reposta, o governo de Rodésia organizou e fundou um grupo rebelde anticomunista - a RENAMO. Após a Rodésia entrar em colapso e se tornar o Zimbabwe em 1980, a África do Sul passou a ajudar o RENAMO. Em 1991, o governo sul-africano deu início a reformas que acabaram com o regime do Apartheid, também pondo fim ao seu envolvimento no conflito armado. No ano seguinte, as tropas sul-africanas e cubanas combateram por Angola, até que em 1992 o RENAMO e o governo de Moçambique assinaram um acordo de paz.
Na guerra entre os mujahidin e o Exército Vermelho, durante a Guerra do Afeganistão, os Estados Unidos ajudaram os mujahidin na luta contra os soviéticos, enviando-lhes bilhões de dólares em armas e equipamentos na operação mais cara e longa da história da CIA.
Durante a Guerra Civil Libanesa, a Síria ajudou com armas e tropas os cristãos maronitas, que dominaram os libaneses, enquanto Israel ajudou os libaneses com armas, tanques e dinheiro. A OLP forneceu ajuda para o Movimento Nacional Libanês.

### Segunda Guerra do Congo
Desde o fim da Guerra Fria, a maior guerra proxy foi a Segunda Guerra do Congo, onde os governos da República Democrática do Congo, Uganda e Ruanda utilizaram (e talvez ainda utilizem) grupos menores e irregulares para atuar nas batalhas.

### Guerra Rússia x Ucrânia de 2022
Para muitos autores, a invasão da Ucrânia pela Rússia iniciada em fevereiro de 2022 também pode ser considerada uma guerra por procuração, uma vez que Estados Unidos, OTAN, União Europeia e até mesmo a Austrália, não atuam diretamente no conflito, mas estão sempre fornecendo armamentos e ajuda financeira à Ucrânia. O chanceler russo Sergey Lavrov também admitiu que o conflito se tornou uma guerra por procuração entre o Ocidente e a Rússia.